# Granit Rapids
Granite Rapids és el nom en clau dels processadors de servidor escalables Xeon de 6a generació dissenyats per Intel, llançats el 24 de setembre de 2024.  Amb fins a 128 nuclis P, Granite Rapids està dissenyat per a aplicacions informàtiques d'alt rendiment. Els processadors Sierra Forest equivalents a la plataforma amb fins a 288 nuclis E es van llançar el juny de 2024 abans de Granite Rapids.

## Rerefons
El 17 de febrer de 2022, Intel va anunciar que les properes generacions Xeon es dividirien en dues pistes per a aquells amb nuclis P exclusivament i nuclis E exclusivament. Aquestes dues vies estan pensades per servir diferents segments de mercat amb processadors P-core Xeon orientats a la informàtica d'alt rendiment, mentre que els processadors E-core Xeon s'orienten als clients del núvol que prioritzen una major densitat de nucli, eficiència energètica i rendiment en càrregues de treball molt multifils per sobre d'un sol fil fort. ús.
El 10 de gener de 2023, Intel va llançar els seus processadors Xeon de quarta generació amb el nom en clau Sapphire Rapids. Sapphire Rapids van ser els primers processadors de servidor d'Intel que van utilitzar un enfocament MCM desagregat i van incloure acceleradors de silici. Sapphire Rapids es va llançar tard i va superar els 60 nuclis, molt per darrere dels 96 nuclis d'AMD que ofereix el seu processador EPYC 9654. Els processadors Emerald Rapids de 5a generació van seguir ràpidament a Sapphire Rapids amb un llançament el 14 de desembre de 2023. Emerald Rapids és compatible amb els endolls amb els sistemes Sapphire Rapids existents i va augmentar significativament la memòria cau L3 i va augmentar el nombre màxim de nuclis de 60 a 64.
El 28 d'agost de 2023, Intel va compartir detalls sobre l'arquitectura darrere de Granite Rapids i Sierra Forest en una presentació a la conferència anual Hot Chips. El 6 de setembre de 2023, Intel va publicar un vídeo sobre les seves tècniques d'embalatge que mostrava un paquet Granite Rapids amb cinc matrius en un sol substrat.

## Arquitectura
Els processadors Granite Rapids són processadors de servidor x86 basats en l'arquitectura Intel Redwood Cove P-core.

### Encapsulat
Les matrius Granite Rapids es connecten mitjançant la tècnica d'embalatge Embedded Multi-die Interconnect Bridge (EMIB) d'Intel, que és l'alternativa d'Intel a la tècnica d'embalatge Infinity Fan-Out (InFO) de TSMC. En lloc d'utilitzar un interposador de silici tradicional, EMIB incrusta un pont de silici dins d'un substrat orgànic per connectar múltiples matrius. Els ponts EMIB actuen com una solució d'amplada de banda alta, baixa latència i baixa potència per a la comunicació entre morts. En canvi, un interposador tradicional tindria una àrea molt més gran i, en canvi, es col·locaria a la part superior del substrat amb matrius a la part superior de l'interposador. Un interposador per connectar els cinc matrius als processadors Granite Rapids seria prohibitiu. Intel utilitzava anteriorment un interposador molt més petit amb la rajola base Foveros de Meteor Lake.
| Segment | Nuclis ( fils ) | Canals de memòria (per dau) | Mida de la matriu |
| ------- | --------------- | --------------------------- | ----------------- |
| LCC     | 16 (32)         | 8 canals                    |                   |
| MCC     | 48 (96)         | 8 canals                    |                   |
| XCC     | 44 (88)         | 4 canals                    | ~598 mm2          |

### E/S
L'E/S dels processadors Granite Rapids es proporciona amb dos matrius fabricats amb el procés Intel 7 més madur. Té una superfície estimada de 241 mm2. Les mateixes fitxes d'E/S a Granite Rapids es poden compartir amb els processadors Sierra Forest E-core. Les fitxes d'E/S proporcionen 136 carrils PCIe 5.0, un augment dels 128 carrils d'Emerald Rapid. Aquests 136 carrils PCIe 5.0 admeten CXL 2.0 tipus 3 i fins a 6 enllaços UPI. La generació anterior d'Emerald Rapids suportava CXL 1.1 tipus 1 i tipus 2. Granite Rapids pot funcionar com a SoC amb capacitats d'arrencada automàtica sense requerir un enllaç a un PCH extern. Això fa que Granite Rapids estigui en línia amb els processadors EPYC d'AMD que poden funcionar com a SoC.

## Productes
| Model nombre | Nuclis (Fils) | Base rellotge | Tots nucli turbo impuls | Màx turbo impuls |
| ------------ | ------------- | ------------- | ----------------------- | ---------------- |
| 6980P        | 128 (256)     | 2,0 GHz       | 3,2 GHz                 | 3,9 GHz          |
| 6979P        | 120 (240)     | 2,1 GHz       | 3,2 GHz                 | 3,9 GHz          |
| 6972P        | 96 (192)      | 2,4 GHz       | 3,5 GHz                 | 3,9 GHz          |
| 6960P        | 72 (144)      | 2,7 GHz       | 3,8 GHz                 | 3,9 GHz          |
| 6952P        | 96 (192)      | 2,1 GHz       | 3,2 GHz                 | 3,9 GHz          |